# Rossel France
Rossel France, précédemment Groupe Rossel La Voix, est à l'origine un groupe de la presse régionale française basé à Lille, cédé par la Socpresse au belge Groupe Rossel en 2005, qui en détient actuellement 73 %. Le Crédit agricole Nord de France détient 25 % du groupe.
Le groupe est dirigé jusqu'au 30 juin 2016 par Jacques Hardoin. À partir du 1er juillet 2016, le groupe est dirigé par Bernard Marchant (administrateur délégué de Rossel & Compagnie) et Olivier De Raeymaeker (Directeur Général).

## Historique
En 1831, naissance du Journal de Montreuil. L'année suivante, naissance de la Presse Flamande, puis de l'indicateur des Flandres en 1933. En 1837, naissance de L'Écho de la Lys. En 1857, naissance du Journal des Flandres. Trois ans plus tard, naissance du journal Le Pays gessien. En 1880, naissance du Réveil de Berck. En 1898, naissance du journal Le Messager. En 1902, naissance de La Tribune Républicaine. En 1919, naissance de l'Avenir de l'Artois.
En 1941, naissance de la version clandestine de La Voix du Nord. Trois ans plus tard, en 1944, naissance de la version autorisée de La Voix du Nord et naissance de Nord Littoral. L'année suivante, naissance de L'Essor savoyard, de La Savoie, de La Voix des sports et du Courrier picard. En 1957, naissance de La Semaine dans le Boulonnais.
En 1982, naissance de L'Agence Meura et de Contact. Cinq ans plus tard, création de TV Magazine et l'année suivante du groupe NEP TV. En 1991, création de La Voix l'Étudiant.

Ancien logo de Groupe Rossel La Voix

En 2000, Le Groupe Rossel, alors détenu à 40% par la Socpresse du groupe Hersant, entre au capital du Groupe La Voix qui édite La Voix du Nord. En 2002, création de Version Femina. En 2004, rachat du groupe La Voix du Nord par le groupe Rossel, puis création de Direct Lille Plus et rachat de C9 Télévision en 2005. Le groupe change de nom en Groupe Rossel La Voix la même année. En 2006, passage au format tabloïd de La Voix du Nord, Nord Éclair et Nord Littoral.
En 2009, arrêt de C9 Télévision, puis lancement de la chaîne régionale Wéo. L'année suivante, passage au tout couleur de La Voix du Nord, Nord Éclair et Nord Littoral, création de Nordway Magazine et rachat du Courrier Picard.
En 2012, rachat de 52,2 % de la radio Contact FM, puis l'année suivante, rachat de l'Union-l'Ardennais, L'Est-Éclair, Libération Champagne et l'Aisne nouvelle et de la radio Champagne FM. En 2013, pré-lancement du projet Wéo Picardie (projet suspendue), puis rachat de Opal'TV et Happy FM l'année suivante. Opal'TV s'arrête un an après son rachat, en 2014.
En novembre 2015, dans le cadre de la campagne des élections régionales, le groupe dont les relations sont décrites comme « très tendues » avec le Front national prend ouvertement parti contre celui-ci en publiant le 11 novembre une une tout en noir.
En 2017, le groupe lance la chaîne régionale Wéo Picardie et renomme le Pôle CAP (pôle Champagne-Ardenne-Picardie) « Rossel Est Medias ».
En 2020, acquisition du quotidien régional Paris-Normandie par le Groupe Rossel via sa filiale Rossel France.
En mars 2025, le groupe Rossel La Voix se rebaptise Rossel France.

## Principales activités

### Presse quotidienne
- La Voix du Nord
- Nord Éclair
- Nord Littoral
- Le Courrier picard
  - L'Aisne nouvelle (filiale du Courrier picard)
- l’Union-L'Ardennais
- L'Est-Éclair
- Libération Champagne
- Paris-Normandie

### Presse gratuite
- 20 Minutes depuis janvier 2016, à 49,3 %, dans une alliance avec SIPA Ouest-France. Jusqu'alors le groupe éditait le journal gratuit Direct Lille Plus, filiale du groupe Bolloré, avant que l'alliance ne soit rompue conséquemment au rachat des parts de 20 Minutes.

### Presse hebdomadaire

#### Régionale
- La Semaine dans le Boulonnais (géré par Nord Littoral)
- L'Avenir de l'Artois (géré par Nord Littoral)
- L'Écho de la Lys (géré par Nord Littoral)
- L'Indicateur des Flandres (géré par Nord Littoral)
- Le Journal des Flandres (géré par Nord Littoral)
- Le Phare dunkerquois (géré par Nord Littoral)
- Les Échos du Touquet (géré par Nord Littoral)
- Le Journal de Montreuil (géré par Nord Littoral)
- Le Réveil de Berck (géré par Nord Littoral)

#### Régionale spécialisée
- La Voix des sports
- La Voix Annonce

#### Groupe Le Messager
- Le Messager
- L'Essor savoyard
- La Savoie
- La Tribune républicaine
- Le Pays gessien

#### Presse magazine
- TV Magazine

### Radio
- Radio Contact
  - Champagne FM (filiale de Radio Contact)
  - Happy FM (filiale de (Radio Contact) (devenu Contact FM Marne en novembre 2019)
- RDL Radio (filiale de La Voix du Nord)[8].
- ARL
- Direct FM
- Toulouse FM
- Mistral FM[9],[10]

### Télévision
- 20 Minutes TV Île-de-France
- Wéo Nord-Pas-de-Calais
  - Wéo Picardie[11] (filiale de Wéo TV et du Courrier Picard)

### Communication et service
- Agence Meura
- Audaxis
- Imprimerie presse flamande
- La Voix l'Étudiant
- NEP TV

### Affichage
- G&B Affichage

### Acquisition de 2013
Le Groupe Rossel a été retenu comme repreneur des journaux et activités que le groupe de presse Hersant Media (GHM) détient en Champagne-Ardenne et en Picardie. Les titres concernés par cette reprise sont l'Union-l'Ardennais, L'Est-Éclair, Libération Champagne et L'Aisne nouvelle auxquels s’ajoute la radio Champagne FM. Depuis le 14 janvier 2013, les journaux du pôle Champagne-Ardenne-Picardie (CAP), sont désormais officiellement contrôlés par le groupe de presse belge Rossel.